# Hermann Küster (Theologe)
Hermann Küster (* 7. Juni 1813 in Lüneburg; † 20. Juni 1897 in Stade) war ein deutscher lutherischer Theologe, Konsistorialrat und Generalsuperintendent der Generaldiözese Bremen-Verden.

## Leben
Küster wurde als Sohn des Obersyndikus Heinrich Küster in Lüneburg geboren. Er besuchte das Johanneum in Lüneburg und studierte evangelische Theologie an den Universitäten Göttingen, Halle und Berlin. Im April 1835 bestand er das Examen praevium und kam wenig später als mit den Geschäften des zweiten Inspektors beauftragter Kollaborator an das Schullehrerseminar in Hannover. Nach dem theologischen Examen (1838) wurde er am 1. Mai 1838 zweiter, am 12. September 1839 erster Inspektor. Am 2. Dezember 1850 wurde er zum Schulrat und Referenten in Volksschulsachen im Kultusministerium in Hannover ernannt. 1853 wurde er Pastor primarius und Superintendent in Alfeld (Leine), 1859 Oberschulinspektor und geistliches Mitglied des Konsistoriums in Stade sowie 1875 Generalsuperintendent für das Herzogtum Bremen-Verden mit Dienstsitz in Stade. Auf eigenen Wunsch trat er am 1. Juli 1885 in den Ruhestand, führte die Geschäfte aber noch bis zum 1. Oktober 1885 weiter.

## Auszeichnungen
- Preußischer Kronenorden II. Klasse mit der Zahl 50 (1885)
- Ehrendoktor der theologischen Fakultät der Universität Göttingen (1887)